# Brachypelma klaasi
Espèce
Synonymes
- Brachypelmides klaasi Schmidt & Krause, 1994

Statut CITES
Brachypelma klaasi est une espèce d'araignées mygalomorphes de la famille des Theraphosidae.

## Distribution

Distribution de Brachypelma klaasi en vert clair

Cette espèce est endémique du Mexique. Elle se rencontre au Nayarit et au Jalisco.

## Description

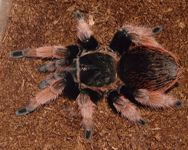
Brachypelma klaasi

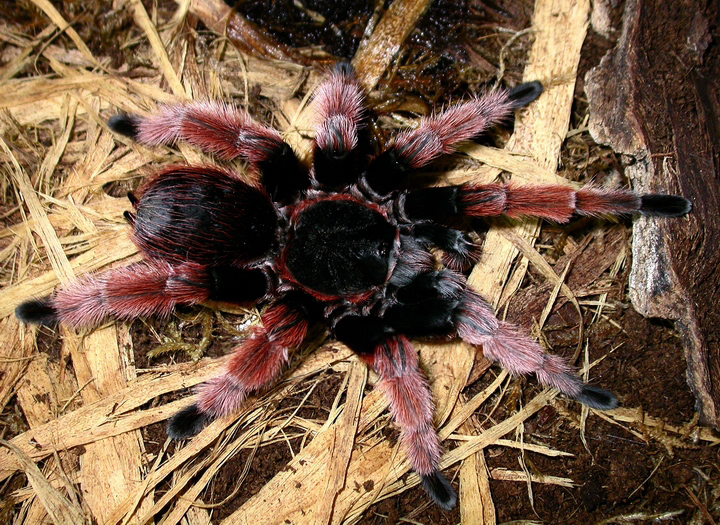
Brachypelma klaasi ♂

C'est une mygale terrestre. Le céphalothorax est entièrement noir. Les hanches sont de couleur orange. Les pattes, les patelles, les tibias ainsi que les métatarses sont de couleur orange.
Par comparaison avec Brachypelma boehmei, la couleur orange est moins marquée, mais les poils sont plus longs. Les pédipalpes sont noirs tout comme les chélicères qui, elles portent quelques poils orange.
Le corps de la femelle mesure de 50 à 75 mm pour un poids de 20 à 50 g pour une envergure totale d’environ 16 cm. Comme chez toutes les Brachypelma, le mâle est plus frêle que la femelle avec un poids de 10 à 45 g.
Les femelles sont matures entre sept et neuf ans et vivent jusqu'à trente ans.

## Reproduction
L’accouplement se passe généralement sans difficulté. Il est suivi de la ponte 4 à 6 mois plus tard, parfois 8 à 10 mois.
Après une incubation de deux à trois mois, la femelle confectionne un cocon contenant de 400 à 800 œufs.
Les jeunes ont une envergure totale de 8 mm. La croissance des jeunes est du même ordre de vitesse que chez les autres Brachypelma.

## Étymologie
Cette espèce est nommée en l'honneur de l'arachnologiste Peter Klaas.

## En captivité
Cette espèce se rencontre en terrariophilie.

## Publication originale
- Schmidt & Krause, 1994 : Eine neue Vogelspinnen-Spezies aus Mexico, Brachypelmides klaasi sp. n. (Araneida, Theraphosidae, Theraphosinae). Studies on Neotropical Fauna and Environment, vol. 29, no 1, p. 7-10.